# Lupo Solitario (capo indiano)
Lupo Solitario (Guipago, Gui'pago o Gui-pah-gho) (1820 circa – Fort Sill, luglio 1879) è stato un capo guerriero Kiowa.

## Gioventù
Lupo Solitario (da non confondersi con altri che avrebbero assunto successivamente lo stesso nome, come, in particolare, il nipote Mamay-day-te, che lo ottenne dallo stesso capo), nipote collaterale del grande capo Piccola Montagna (Dohäsan), trascorse la gioventù nell'Oklahoma lungo il corso del fiume Canadian, approfittando della pace tra Kiowa e Comanche e conquistandosi una reputazione nelle spedizioni contro i Pawnee e le popolazioni deportate dall'est (in particolare Shawnee e Delaware). In particolare, nella primavera 1853, Lupo Solitario, come tutti gli altri giovani capi della sua generazione, quali Orso Bianco (Satanta), Orso Barcollante (Set-imkia), Cuore-di-Donna (Manyi-ten), Grande Arco (Zepko-ete), Orso Macilento (Pa-tadal), e forse anche Uccello Scalciante (Tene-angopte), partecipò, al seguito di Piccola Montagna e Orso Seduto (Satank), alla grande battaglia combattuta dai Comanche, Kiowa, Cheyenne, Arapaho contro i Pawnee, Shawnee e Delaware, nella quale le nazioni delle pianure, dopo un iniziale successo, furono sconfitte dal fuoco dei fucili in possesso dei nemici.

## Prima battaglia di Adobe Walls
Lupo Solitario ebbe un ruolo militare come sottocapo di Piccola Montagna (Dohäsan) nella prima battaglia di Adobe Walls. Mentre Piccola Montagna era al comando della nazione Kiowa e Orso Seduto (Satank) guidava la dominante società militare Koitsenko, i Kiowa e Kataka (cosiddetti Kiowa-Apache) e i Comanche si opposero alle truppe condotte dal col. Kit Carson nel novembre 1864; Carson, con cinque compagnie di cavalleria e due compagnie di fanteria (per un totale di 321 militari di truppa e 14 ufficiali), equipaggiate con due obici da montagna da 12 libbre, e circa 100 scouts Indiani (72 Ute e circa 30 Jicarilla Apache), assalì l'accampamento dei Kiowa di Piccola Montagna, ma la reazione dei guerrieri condotti da Lupo Solitario e il contrattacco guidato da Orso Barcollante e Orso Povero costrinsero i reparti di Carson alla ritirata; nella circostanza si distinse Orso Bianco per l'astuzia mostrata nel suonare continuamente una tromba allo scopo di confondere i comandi trasmessi alle truppe di Carson, rendendo inutile il lavoro dei trombettieri nemici e creando confusione fra le truppe statunitensi.

## Oratore e guerriero
Nel 1863 Lupo Solitario, con Lupo Giallo, Bisonte Giallo, Piccolo Cuore, Vacca-di-Bisonte-dalla-Faccia-Bianca e l'agente indiano Samuel G. Colley, partecipò a una missione a Washington nel tentativo, infruttuoso, di ottenere dal Governo statunitense una politica più favorevole ai Kiowa. 
Nel 1865, comunque, Piccola Montagna, Lupo Solitario e altri capi Kiowa, firmarono il trattato of del Little Arkansas River. Come Piccola Montagna, anche Lupo Solitario non faceva grande assegnamento sulla politica di pace coi bianchi, essendo consapevole che la libera vita dei Kiowa dipendeva dai bisonti e che i bianchi ne avrebbero causato la scomparsa. 
Qualche tempo prima della propria morte (avvenuta nel 1866), Piccola Montagna, capo principale della nazione Kiowa per 33 anni, indicò come proprio successore proprio Lupo Solitario, già guerriero famoso e membro della società militare Koitsenko, la più prestigiosa nel popolo Kiowa, guidata dal famoso capo Orso Seduto; d'altra parte, nessun capo Kiowa godeva di rispetto maggiore di quanto ne fosse tributato a Lupo Solitario., sebbene suoi coetanei fossero personalità come Orso Bianco, uno fra i più famosi capi Kiowa di sempre, e (un po' più giovane) Uccello Scalciante, grande antagonista dei primi due in quanto leader propenso al mantenimento di buoni rapporti coi bianchi; quanto a Orso Seduto, l'anziano capo dei Koitsenko non sembrava interessato a succedere a Piccola Montagna, compagno di gioventù e di innumerevoli battaglie, come capo supremo della nazione. Negli anni successivi Lupo Solitario, così come Orso Bianco, Orso Seduto, Grande Arco, Cuore-di-Donna, Orso Barcollante, Cavallo Bianco (Tsen-tainte) e Grande Albero (Ado-ete) effettuarono frequenti scorrerie nel Texas e nell'Oklahoma, ma anche nel Messico, in evidente contrapposizione con la politica “pacifista” di Uccello Scalciante.

## Trattato di Medicine Lodge
Il 21 ottobre 1867 il trattato di Medicine Lodge sancì la rinuncia da parte dei Comanche e dei Kiowa e Kataka (c.d. “Kiowa-Apache”) a 2.001.933 acri già compresi nelle loro riserve, restando esclusa dal trattato l'area, comprendente 23.000 acri, della riserva di Fort Sill. Il trattato di Medicine Lodge confinava i Kiowa in una riserva nell'Oklahoma occidentale, sottoponendo alla supervisione governativa il modo di vivere dei Kiowa e dei Comanche, da orientarsi verso l'allevamento e soprattutto l'agricoltura. Lupo Solitario, a differenza di Orso Seduto, Orso Bianco, Cuore-di-Donna, Orso Barcollante e, naturalmente, Uccello Scalciante, rifiutò di firmare il trattato, e al suo rifiuto si unirono Grande Arco e Cavallo Bianco.

## Massacro di Washita
Nel 1868 il gen. Sheridan programmò una grande operazione militare destinata a risolvere stabilmente il problema della scomoda presenza delle nazioni indiane nelle pianure e il ten. col. George Armstrong Custer fu autorizzato a muovere verso l'alta valle del Washita River nel dicembre 1868. Dopo il massacro ai danni degli Cheyenne commesso dal 7º Cavalleria il 27/11/1868 e la reazione degli Indiani (Comanche, Kiowa, Arapaho) con la distruzione dello squadrone del magg. J. Elliott, il 17/12 Lupo Solitario e Orso Bianco, invitati a parlamentare con Custer, furono arrestati (sarebbero stati liberati soltanto nel febbraio 1869, dopo averli usati come strumento di ricatto per ottenere la resa dei Kiowa).

## Assalto alla carovana Warren
Nel 1871 Lupo Solitario e altri capi, tra i quali, in particolare, Orso Bianco, guidarono, vari attacchi alle carovane in Texas. La situazione precipitò con l'assalto alla carovana Warren del 18 maggio 1871, guidato da Orso Bianco, con Orso Seduto e Grande Albero, ma anche Cavallo Bianco, Grande Arco e, probabilmente, lo stesso Lupo Solitario. Subito prima dell'attacco gli indiani, seguendo le indicazioni del "profeta" Viandante-nel-Cielo (Mamanti), avevano permesso a una carrozza scortata da militari di passare illesa: a bordo della carrozza si trovava il generale William Tecumseh Sherman.
La carovana tentò di reagire disponendosi ad anello, e tutti i muli furono sistemati al centro del cerchio. Nonostante questo i guerrieri catturarono tutti i rifornimenti della carovana, uccisero e mutilarono sette dei componenti. In cinque riuscirono a fuggire. Quando il colonnello Ranald Slidell MacKenzie seppe dell'incidente informò Sherman. Sherman e Mackenzie cercarono i guerrieri responsabili della razzia. Orso Bianco si vantò di quanto aveva fatto, citando il coinvolgimento di Orso Seduto e Grande Albero, pur senza nominare il "profeta", Cavallo Bianco, Grande Arco o Lupo Solitario; i capi furono convocati all'agenzia, e la presenza massiccia di truppe che avevano circondato l'edificio, col rischio di un massacro di donne e bambini, indusse i pur fieri Kiowa ad evitare una battaglia; quindi, nonostante l'intervento deciso di Lupo Solitario, armato con rivoltella e ben due fucili e pronto a sparare, Sherman arrestò personalmente Orso Bianco, Orso Seduto e Grande Albero.

## Lupo Solitario e l'arresto e la liberazione di Orso Bianco e Grande Albero
Il generale Sherman ordinò il processo di Orso Bianco e Grande Albero, essendo stato ucciso durante il trasferimento alla prigione di Jacksboro (Texas) Orso Seduto, il che non soltanto rese costoro i primi capi nativi ad essere processati per le proprie razzie in un tribunale statunitense, ma pose Lupo Solitario nella condizione di battersi strenuamente per la loro liberazione, dimostrando un'abilità politica non inferiore alla tempra di guerriero. Orso Bianco, infatti, fu dichiarato colpevole di omicidio e condannato a morte, ma lo stesso giudice scrisse anche al governatore del Texas Edmund Jackson Davis chiedendo la trasformazione della pena in un ergastolo. Il governatore Davis, pressato dai capi della cosiddetta Quaker Peace Policy, decise di modificare la sentenza trasformandola in un ergastolo. Grazie alla costanza e alla fermezza di Lupo Solitario, Orso Bianco (e con lui Grande Albero) fu liberato dopo due anni di prigione trascorsi nel penitenziario statale di Huntsville in Texas.

## Temporaneo trionfo di Lupo Solitario
Dopo un lungo e duro confronto con gli ufficiali governativi statunitensi, nel 1872 fu concesso a Lupo Solitario (che ne aveva fatto una precondizione) il permesso di incontrare il proprio amico Orso Bianco ed il giovane Grande Albero a St. Louis, e solo dopo egli accettò di recarsi a Washington con alcuni capi Kiowa, Comanche, Cheyenne, Arapaho, Wichita e Delaware per parlare di pace con il Presidente Ulysses Simpson Grant: a Washington Lupo Solitario fu informato che i Kiowa dovevano accamparsi nel raggio di 10 miglia da Fort Sill entro il 15 dicembre 1872, ed egli pose come condizione la liberazione dei due prigionieri di Huntsville; l'accettazione di questa condizione fu una grande vittoria che conferì a Lupo Solitario un prestigio straordinario. Dopo che Orso Bianco e Grande Albero furono temporaneamente rilasciati sulla parola, Lupo Solitario guidò una delegazione Kiowa a Washington nel settembre 1872, ed ottenne dal commissario indiano E.P. Smith la promessa che i due prigionieri sarebbero stati liberati. Orso Bianco ed il compagno furono liberati definitivamente solo nel settembre 1873, dopo che Lupo Solitario ebbe chiarito all'agente indiano James M. Haworth che la sua pazienza stava per finire.

## Morte di Seduto-sulla-Sella e Cuore-di-Giovane-Lupo
Nel dicembre 1873 un gruppo di giovani guerrieri Kiowa e Comanche effettuò una scorreria nel Messico, attraversando il Texas, per procurare cavalli in sostituzione di circa 200 animali rubati da ladri di razza bianca: l'unico figlio di Lupo Solitario, il diciannovenne Seduto-sulla-Sella (Tau-ankia), e il nipote preferito del capo, il quindicenne Cuore-di-Giovane-Lupo (Guitan), figlio di suo fratello Lontra Rossa (Aupia-goodle), si unirono alla spedizione; sulla via del ritorno, nei pressi di Fort Clark, il gruppo fu intercettato da un reparto del 4º Cavalleria, perdendo una decina di guerrieri, tra i quali Seduto-sulla-Sella e Cuore-di-Giovane-Lupo, tornato indietro per recuperare il cugino, ferito e forse già morto. Nella primavera 1874 Lupo Solitario e Lontra Rossa guidarono una spedizione per recuperare i corpi dei figli.

## Ultima resistenza, prigionia e morte a Fort Sill

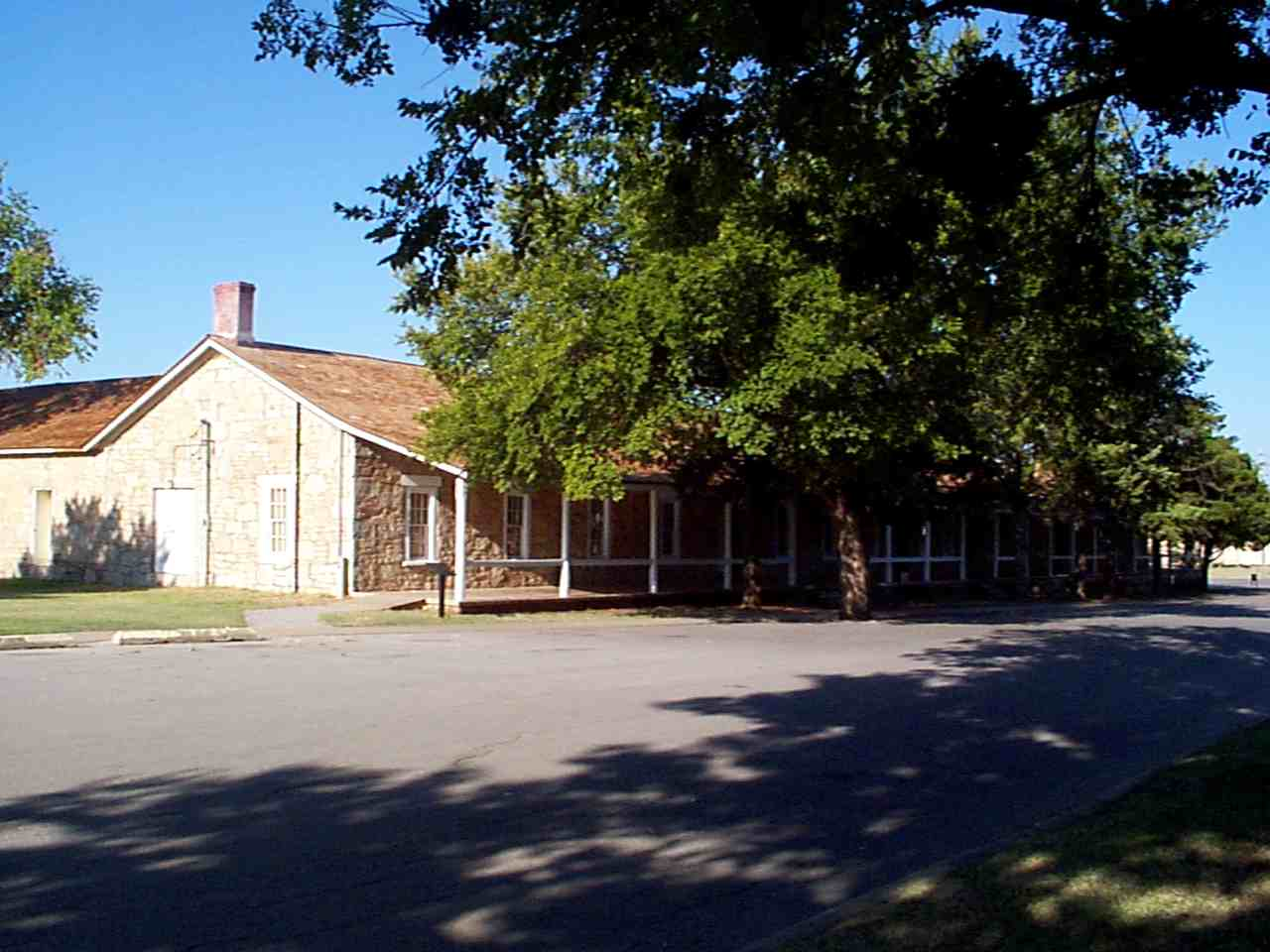
presidio di Fort Sill, dove Lupo Solitario trascorse gli ultimi mesi di prigionia e di vita

Durante il 1873-1874 Lupo Solitario assunse un atteggiamento sempre più ostile, anche per la carenza di rifornimenti nella riserva, e rafforzò i rapporti con i capi Comanche meno accomodanti, finendo per unirsi (insieme a Orso Bianco, che così facendo violò i termini della libertà sulla parola, e Cavallo Bianco) a costoro nell’attacco, poi guidato da Quanah Parker, contro un gruppo di cacciatori bianchi di bisonti asserragliato ad Adobe Walls (27/06/1874) e per affrontare uno scontro coi militari all’agenzia di Anadarko (22/08/1874). Lupo solitario combatté ancora contro i Texas Rangers a Lost Valley e contro l’esercito U.S.A. a Palo Duro Canyon, ma fu costretto alla resa nel febbraio 1875; Uccello Scalciante fu incaricato di selezionare il gruppo dei Kiowa destinati alla deportazione a Fort Marion (St. Augustine, Florida), e Lupo Solitario, insieme a Cuore-di-Donna, Mamanti e Cavallo Bianco, fu incluso; Orso Bianco era già destinato al ritorno alla prigione di Huntsville, mentre Grande Albero e Grande Arco non furono compresi fra i 26 destinati a Fort Marion. Condannato per ribellione e deportato a Fort Marion, dove imperversavano malaria e altre malattie, e ammalatosi di malaria durante la detenzione, Lupo Solitario fu ricondotto a Fort Sill nel 1879, e colà morì nel luglio 1879; fu sepolto in un luogo segreto nelle Wichita Mountains.

## Lonewolf Song 1st Gourd Dance Song
Kooey pah' gaw
Daw onh daw-geath
Day tay dow tigh dow
Koy keah kom' bah
Naw daw tigh dow
Tay dow tigh dow hey
(traduzione)

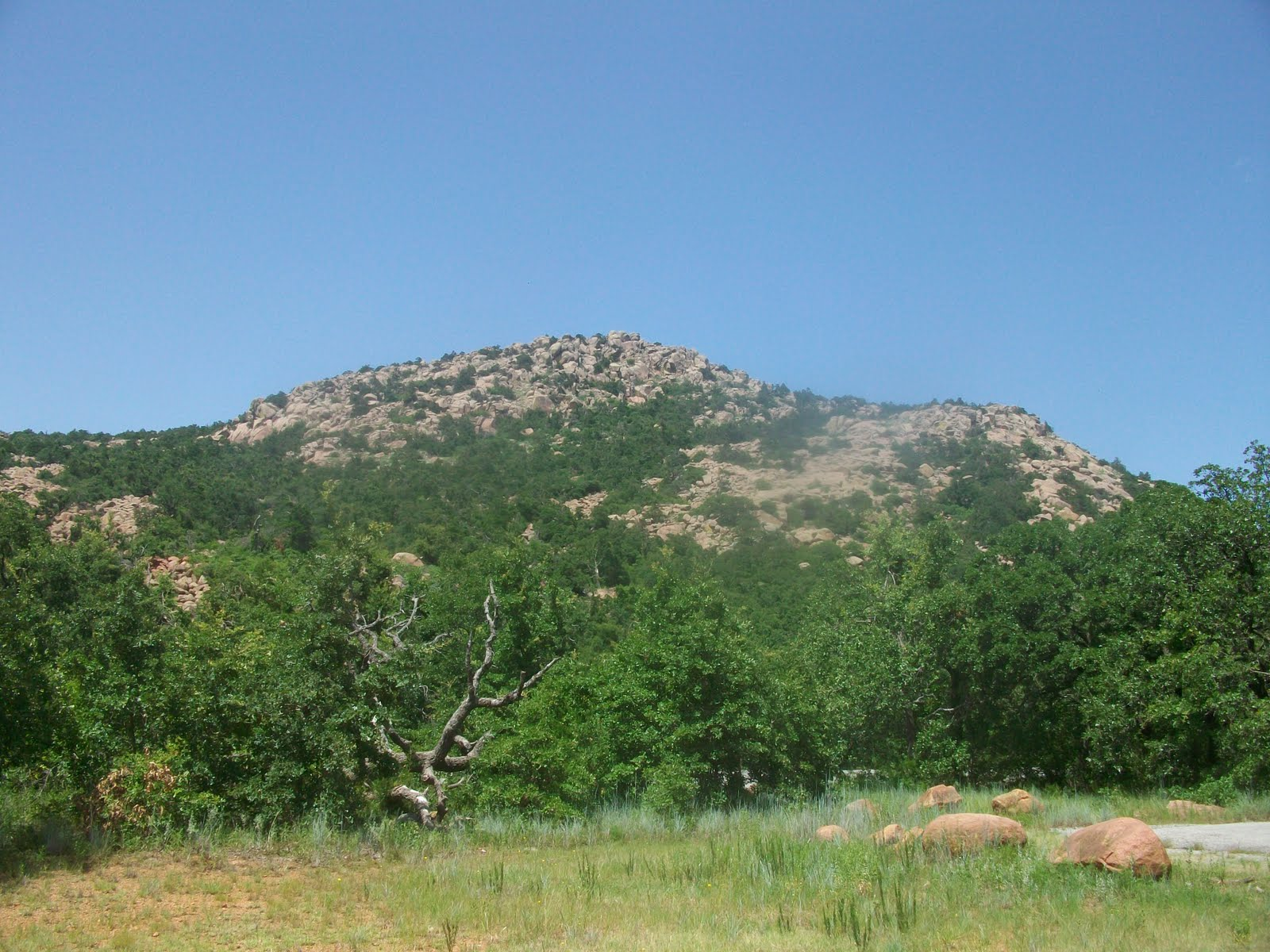
Lupo Solitario fu sepolto in un luogo segreto negli Wichita Mountains, nella zona di Mount Scott

Il capo Lupo Solitario ci ha dato questo solo canto,
che è per tutti noi,
quel canto è per tutti i Kiowa,
è per tutti noi.[10]

## Conclusione
Nel 1996 l'Associazione Old Chief Lone Wolf Descendants creò un'istituzione storica in onore di Lupo Solitario, allo scopo di ricordarne le caratteristiche di uomo dedito alla ricerca, per quanto possibile, della pace, guida riconosciuta dei consigli tribali, guerriero di straordinario e indiscusso valore, promotore della Sun Dance, padre della nazione Kiowa, grande capo della nazione Kiowa e combattente per la libertà della terra dei Kiowa. Un busto in onore del grande capo Lupo Solitario (Guipago) è stato dedicato nel Kiowa Tribal Complex a Carnegie, Oklah., il 27 maggio 2000, e il busto è visibile sul display del Ft. Sill Army Museum a Ft. Sill, Oklahoma.